# Louis Rollet
Louis Félix Rollet (* 28. September 1915 in Corveissiat, Département Ain; † 14. Mai 2001 in Boulogne-Billancourt) war ein französischer Kolonialbeamter. Er war Gouverneur von Niger.

## Leben
Louis Rollet diplomierte an der École coloniale in Paris und war ein Lizenziat in Rechtswissenschaft. Er arbeitete für die Kolonialverwaltung Frankreichs und war 1941 erstmals in der zu Französisch-Westafrika gehörenden Kolonie Niger tätig. Von dort ging er nach England, um bis 1945 im Luftkrieg im Zweiten Weltkrieg als Pilot der Royal Air Force Luftangriffe gegen das Deutsche Reich zu fliegen. Rollet kehrte danach in den Kolonialdienst nach Französisch-Westafrika zurück, wo er zunächst für mehrere Jahre in der Hauptstadt Dakar arbeitete. Am 25. Januar 1958 wurde er anstelle von Paul Bordier kommissarisch zum Gouverneur von Niger bestellt. Dort hatte Rollet die Volksabstimmung am 18. September 1958 vorzubereiten, bei der Niger über seinen Verbleib bei Frankreich abstimmen würde. Da er jedoch nicht entschieden genug gegen Djibo Bakary, einen Befürworter der Unabhängigkeit, vorging, wurde er am 25. August 1958 durch Gouverneur Don Jean Colombani ersetzt.

## Ehrungen
- Kommandeur der Ehrenlegion